# Pampas
Pampas (también llamada con el nombre de su provincia Pampas-Tayacaja para diferenciarla de sus homónimas) es una ciudad peruana, capital del distrito homónimo y de la provincia de Tayacaja, en el departamento de Huancavelica. Según cifras del censo de 2017 tenía 7839 hab.
Pampas se encuentra parcialmente conurbada con la localidad de Mariscal Cáceres (5420 hab.), capital del distrito de Daniel Hernández y con la localidad de Ahuaycha (849 hab.), capital del distrito homónimo.  Geográficamente está ubicada dentro de la subcuenca del valle del Opamayo, en el Norte del departamento.
Al pueblo se lo menciona desde 1594 como San Pedro de Pampas, gobernado por el cacique Lázaro Tupa Inca Huacachi, pero se conoce que en el territorio que hoy abarca la provincia a la que pertenece, junto a las provincias de Huancavelica y Acobamba, se encuentran las evidencias más remotas de presencia humana en el departamento de Huancavelica, representadas por los hallazgos de cuevas y abrigos rocosos. El grupo étnico que destacó en este lugar fue el reino de los tayaccasas. Esta ciudad y en general la provincia a la que pertenece es mencionada como una de las más antiguas del Perú, se conoce que, el 18 de junio de 1594, Lázaro Yupa Inca Vacachi Yndio ladino (sic) figura como gobernador y cacique principal de Pampas. Pampas empezó a poblarse desde que se creó la más importante parroquia de la zona, llamada «Parroquia San Pedro de Pampas». Fue epicentro de varios sucesos importantes como los servicios prestados al Ejército Libertador en su tránsito desde Junín al Campo de Ayacucho. También se reconoce su paso importante de villa a ciudad.
Cada 8 de diciembre y 20 de enero, se realiza la más importante festividad religiosa de esa zona, denominada Fiesta Patronal de la Virgen Purísima. En esta ciudad se realiza, oficialmente cada domingo, la Feria Dominical, lugar donde se exponen y venden productos procedentes de la zona, además de artículos de abarrotes, calzados y ropas procedentes de Huancayo y Lima. También es conocida por sus extensos pastizales y su aporte al Perú de reconocidos artistas como Carlos Zúñiga Segura, César Yauri Huanay, Horacio Monge Pineda entre otros. Entre sus íconos arquitectónicos están el Parque Ecológico Infantil de Chalampampa, que presenta dos monumentos históricos de los personajes más sobresalientes de la provincia de Tayacaja: Daniel Hernández y Santiago Antúnez de Mayolo, el Óvalo de la Cultura, situado en la entrada a esta ciudad, el mirador de la ciudad y la alameda Grau.

## Toponimia
La palabra «Pampas» («del quechua pampa, llano, llanura») es un derivado del nombre que le daban a la inmensa llanura de pastizales que se localiza en este valle. El escritor Horacio Monge, en su libro La creación política de la Provincia de Tayacaja narra una leyenda popular sobre el origen del nombre de la ciudad y de su iglesia principal. La leyenda empieza cuando una pastorcilla merodeaba entre unos juncos pasteando a su ganado, cuando la imagen de San Pedro se le habría aparecido. Al enterarse los pobladores, su fe haría que en el lugar del suceso se construya la iglesia San Pedro de Pampas, la actual parroquia de esta ciudad. Luego de un tiempo los habitantes que vivían en los alrededores habrían migrado a la iglesia y llamado al lugar: San Pedro de las Pampas, que luego empezaría a acotarse a San Pedro de Pampas y finalmente Pampas.
Históricamente, se conoce que el lugar estaba poblado por el reino de los TAYACCACCAS O TAYAQASAS, dándosele actualmente el nombre a la provincia: Tayacaja. Respecto a su etimología, la palabra «Tayacaja» proviene de dos voces quechuas: «TUYA» que significa arbusto, de la familia de las sinanterásias, usado como incienso por los indígenas y «CCACCA» que significa abra, quebrada o cerro. Unidas estas dos voces resultaría la pronunciación: «TAYACCACCA», en conjunto quebrada de la tuya.

## Geografía
El espacio geográfico del área urbana de Pampas está localizado dentro de la subcuenca del Valle Upamayo, los centros poblados del norte en la subcuenca de Huanchuy y los centros poblados localizados al sur, tributarios directos al río Mantaro.
−
El Valle Upamayo, es de relieve llano, sin problemas de fenómenos geodinámicos externos; seguido por el paisaje colinoso de relieve moderado a empinado donde se producen fenómenos externos como derrumbes y deslizamientos. La oferta ambiental es variada, posee tierras agrícolas, forestales y pastos, con limitaciones del factor suelo, drenaje y erosión. La presencia notoria de bosques de eucaliptos se debe a las plantaciones del exalcalde(1919 - 1920) y terrateniente Carlos Zúñiga.

### Ubicación
La ciudad de Pampas se encuentra al suroeste de la provincia de Tayacaja en el Departamento de Huancavelica. Ubicada en el distrito homónimo, el área metropolitana también abarca parte de los distritos de Daniel Hernández y Ahuaycha. Las coordenadas de la ciudad son 12°23′53.4″S 74°52′6″O / -12.398167, -74.86833. Esta ciudad pertenece a la Región Quechua al estar ubicado a 3.276 m.s.n.m.
| Noroeste: distrito de Huaribamba   | Norte: distrito de Huaribamba  | Noreste: distrito de Salcabamba    |
| Oeste: distrito de Acraquia        |                                | Este: distrito de Colcabamba       |
| Suroeste provincia de Huancavelica | Sur: provincia de Huancavelica | Sureste: provincia de Huancavelica |

### Hidrografía
Al norte de esta ciudad se encuentra el río Upamayo, nombre quechua que se traduce a río silencioso. Su recorrido empieza en las alturas del cerro Matacencca, recorre los distritos de Acraquia, Ahuaycha, Pampas y Daniel Hernández desembocando en este último sobre el río Mantaro, lugar donde este cambia de curso para dirigirse al norte. Tiene como afluentes a las quebradas: Llamacancha, Machuhuasi, Lindahuayjo, Yanahuayjo, tablahuayjo y Chinchihuayjo. En Pampas sus afluentes son el Lambras y Chinchihuayjo y en Daniel Hernández a Atoc, Atocjasa Macas y Jonehuayjo.
La cuenca del río Upamayo está formado por el río Huacho Colpa y otras microcuencas. Empieza en las quebradas Chipchillay de Noreste a oeste, hasta llegar a la hacienda Chuñumayo, donde cambia de rumbo de este a oeste llegando al distrito de Lircay con el nuevo nombre de Lircay. La microcuenca del río Colicancha recorre de sur a noroeste, toma el nombre de Carhuapata y desemboca al río Huachocolpa, cambiando así el nombre a Upamayo. El río Pircamayo forma una microcuenca con las quebradas nacientes del cerro Tambrayco en su recorrido de sur a norte y desemboca también en el río Upamayo. El río Pampas, Ichu y éste figuran como tributarios del río Mantaro que alimenta la más importante central hidroeléctrica peruana, Santiago Antúnez de Mayolo y Restitución. De este río se benefician en su trayectoria los pobladores que radican en las riveras del Upamayo, utilizando en riegos de cultivo y en piscigranjas (12°23′10″S 74°51′54″O / -12.38603755223, -74.86492413038). 

### Clima
Al pertenecer a la región Quechua, Pampas se caracteriza por tener un clima templado moderado lluvioso (CW). El invierno es caracterizado por ser seco templado en el día y frígido en la noche, con una temperatura promedio que varía entre los 12 y 14 °C y que puede bajar hasta –2 °C en la noche. Los meses de julio son los más fríos.
Las precipitaciones anuales son de 500 a 1500 mm, la relación entre la cantidad de agua que cae en el mes más lluvioso y el mes menos lluvioso es de 10 a 1 convirtiéndose este en el aspecto más beneficioso para la agricultura de esta localidad.
| Parámetros climáticos promedio de Pampas | Parámetros climáticos promedio de Pampas | Parámetros climáticos promedio de Pampas | Parámetros climáticos promedio de Pampas | Parámetros climáticos promedio de Pampas | Parámetros climáticos promedio de Pampas | Parámetros climáticos promedio de Pampas | Parámetros climáticos promedio de Pampas | Parámetros climáticos promedio de Pampas | Parámetros climáticos promedio de Pampas | Parámetros climáticos promedio de Pampas | Parámetros climáticos promedio de Pampas | Parámetros climáticos promedio de Pampas | Parámetros climáticos promedio de Pampas |
| Mes                                      | Ene.                                     | Feb.                                     | Mar.                                     | Abr.                                     | May.                                     | Jun.                                     | Jul.                                     | Ago.                                     | Sep.                                     | Oct.                                     | Nov.                                     | Dic.                                     | Anual                                    |
| ---------------------------------------- | ---------------------------------------- | ---------------------------------------- | ---------------------------------------- | ---------------------------------------- | ---------------------------------------- | ---------------------------------------- | ---------------------------------------- | ---------------------------------------- | ---------------------------------------- | ---------------------------------------- | ---------------------------------------- | ---------------------------------------- | ---------------------------------------- |
| Temp. máx. media (°C)                    | 18.9                                     | 18.6                                     | 18.6                                     | 19.5                                     | 19.8                                     | 19.7                                     | 19.7                                     | 20.4                                     | 20.5                                     | 20.7                                     | 20.9                                     | 19.9                                     | 19.8                                     |
| Temp. media (°C)                         | 12.8                                     | 12.7                                     | 12.4                                     | 12.3                                     | 11.6                                     | 10.3                                     | 10.4                                     | 11.4                                     | 12.5                                     | 13.2                                     | 13.3                                     | 12.9                                     | 12.2                                     |
| Temp. mín. media (°C)                    | 6.8                                      | 6.8                                      | 6.3                                      | 5.2                                      | 3.4                                      | 1                                        | 1.1                                      | 2.4                                      | 4.5                                      | 5.7                                      | 5.7                                      | 6                                        | 4.6                                      |
| Precipitación total (mm)                 | 96                                       | 109                                      | 107                                      | 41                                       | 18                                       | 7                                        | 10                                       | 17                                       | 35                                       | 47                                       | 50                                       | 70                                       | 607                                      |
| Fuente: climate-data.org                 |                                          |                                          |                                          |                                          |                                          |                                          |                                          |                                          |                                          |                                          |                                          |                                          |                                          |

## Historia

### Presencia en el Perú antiguo

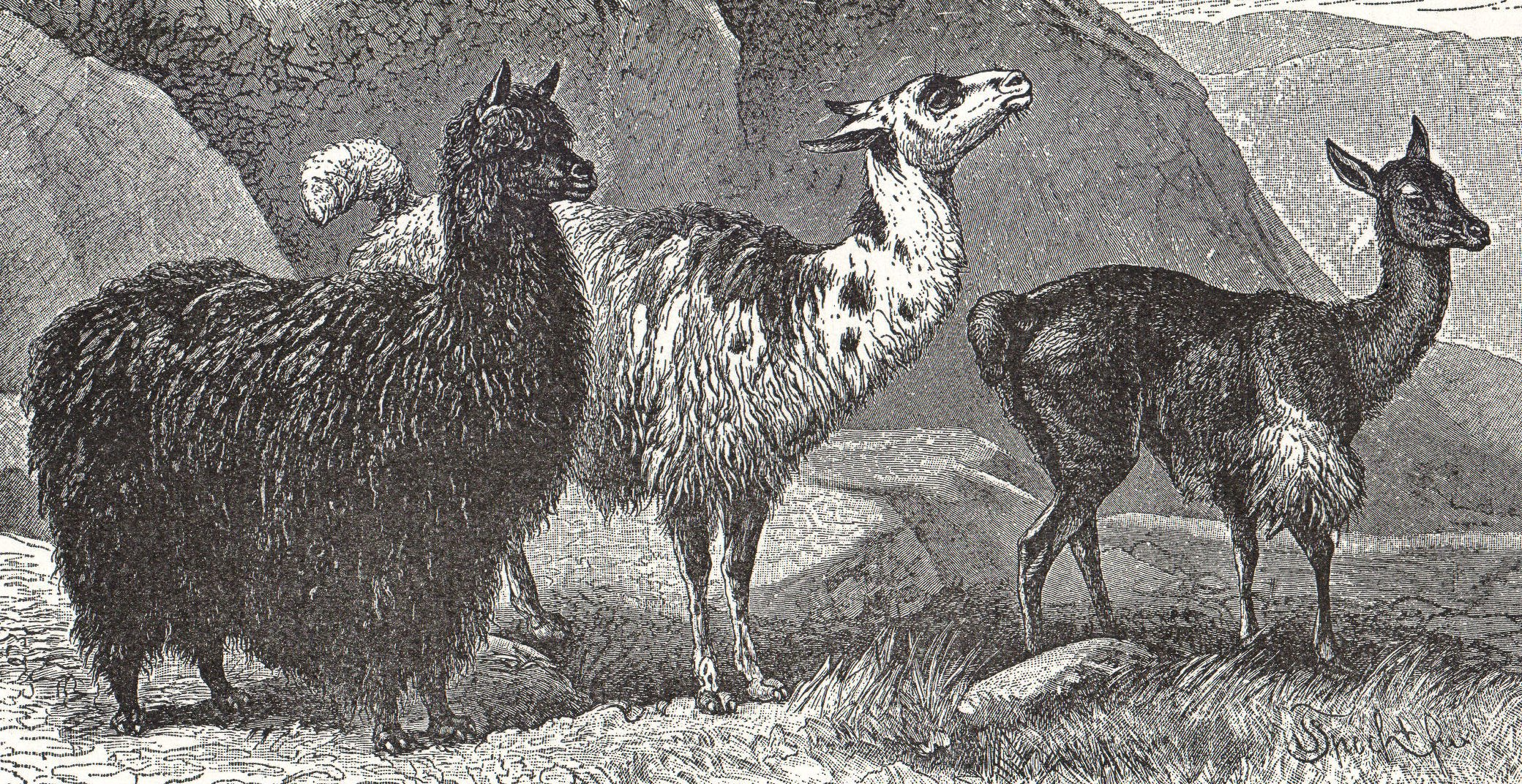
En el período neolítico los antiguos pobladores de esta ciudad empezaron a domesticar algunos camélidos como la alpaca, la llama y la vicuña.

En el territorio que hoy abarca la provincia de Tayacaja junto a las provincias de Huancavelica y Acobamba se encuentran las evidencias más remotas de la presencia humana en el departamento de Huancavelica, representadas por los hallazgos de cuevas y abrigos rocosos. Por ejemplo, en el cerro del caserío de Tongo en el distrito de Pazos se encontraron pinturas rupestres con representaciones de camélidos, esta evidencia data de la época de los recolectores y cazadores (Mesolítico). Se calcula que estos hallazgos pertenecen al VI milenio a. C. Este tiempo es denominado según la arqueología andina como período Arcaico. A falta de investigaciones aún se desconoce el proceso de cambio que ocurrió con estos pobladores, para así poder explicar la existencia de otros grupos que se mantuvieron vigentes durante el denominado Periodo Formativo de América.
El grupo étnico que pobló este lugar fue el reino de los tayaccasas. Para los años 800 a. C estos estuvieron bajo la influencia de la cultura Chavín, después entre los años 100 a. C y 700 d. C estuvieron bajo la influencia de la cultura Huarpa. Entre los años 700 d. C y 1460 pertenecieron al imperio Wari y entre los años 1100 y 1470, a la confederación Chanca y Huanca. Ante la amenaza de la conquista incaica, los Chancas formaron una confederación con los Huancas, incluyendo a los reinos de Huancavelica como los tayaccasas. A mitad del siglo XV, la confederación terminó siendo desbaratada y sometida a la hegemonía Inca.

### Imperio Inca

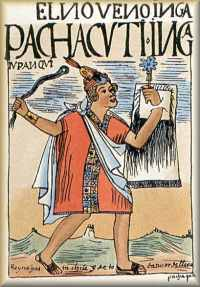
El valle de Pampas, fue sometido por el imperio Inca, gobernado por el Inca Pachacútec.

Entre los siglos XIV y XV d. C según el calendario gregoriano, el reino de los Chanca establece una alianza con los huancas, ante la creciente amenaza del Imperio inca. También, los reinos de Huancavelica se sumaron al acuerdo conformando una gran unión interétnica, denominada la confederación Chanca. En la primera expansión del Imperio Inca, bajo el mando del líder Inca Pachacútec, la confederación Chanca se somete al Imperio, aunque su sometimiento no fue absoluto hasta que los Incas establecieron mitimaes en cada pueblo chanca. Esta derrota abrió las puertas para la expansión Inca hacia las regiones del norte.
En el legado Inca que dejó en Tayacaja encontramos al complejo arqueológico de Chuquitambo en Pazos, Inca Machay en Ñahuimpuquio, los caminos del Inca (Atocc) que pasa por el Valle del Upamayo y la otra ruta que viene de Huancayo pasa por Ñahuimpuquio, Acostambo y empalma al puente Izcuchaca. Según las crónicas escritas por Guamán Poma de Ayala y Santa Cruz de Pachacútec, existía una unidad incaica llamada Guamani que agrupaba a unas 40,000 familias al mando de un Huno Camayoc y que se conoce actualmente como el reino de los TAYAQASAS.
Entre las reseñas históricas encontradas se conoce que el 18 de junio de 1594 figura Lázaro Yupa Inca Vacachi Yndio ladino (sic) como gobernador y cacique principal de los pueblos de Pampas y Colcabamba. Se menciona también a los indios antiguos y principales: Simón Apo Vayanai, Carlos Sullca Ynga Ruco y Andrés Chulunpanqui.

### Época virreinal
Ya en la época virreinal se encuentran documentos con escritos de esta localidad. Lugar conocido como Turpicotay de Luycho en su pasado prehispánico, según el cronista Guaman Poma de Ayala. A 22 km al este de Pampas, San Juan de Luicho o Luicho Pampa, es la primera ciudad donde existía una iglesia construida antes de 1600 por los indios yungas. El escritor Carlos Zúñiga en su obra Literatura de Tayacaja comenta sobre una petición realizada el 4 de agosto de 1717: 

«La petición de Diego Auquinibin cacique y gobernador de los pueblos de Pampas y Colcabamba para que se practique la medición de sus propiedades. Lleva la firma del Licenciado don Diego de Torres y Zúñiga, cura y vicario de dicha Doctrina, y los testigos Tomás de Anaya Romero, Juan Bueno Periz Tinoco Arias y Francisco Solano Gomero.»

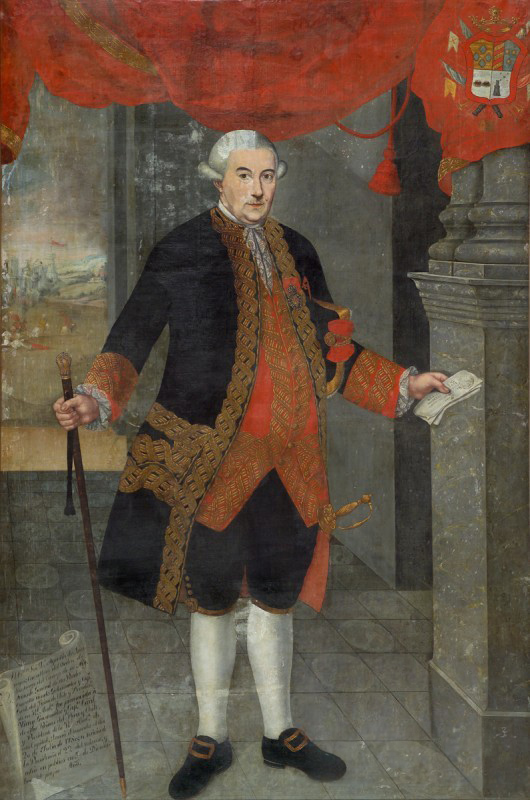
Agustín de Jáuregui y Aldecoa, Virrey del Perú.

El médico y cosmógrafo Mayor del Virreinato del Perú, Cosme Bueno, afirma en su obra Descripción de los pueblos del Perú, publicada el año 1760, que esta ciudad pertenece a la provincia de Huanta en el departamento de Ayacucho. Y en el Almanaque peruano y guía de forasteros, escrito por Gregorio Paredes en 1810, menciona a Tayacaja como perteneciente a la intendencia de Huancavelica.
Según la promulgación de las ordenanzas y la creación de las intendencias y partidos del virrey Agustín de Jáuregui, el 28 de enero de 1784, aparece la provincia de Tayacaja perteneciente a la intendencia de Huancavelica, conformada por cinco distritos, llamados en ese tiempo curatos: Mayocc, Paucarbamba, Colcabamba, San Pedro de Pampas y Huaribamba.
El 30 de abril de 1821, se lleva a cabo el acto de Elección de Ayuntamiento de San Pedro de Pampas. Y la primera ciudad de Pampas, Pamuri que contaba con casas comunales, capilla y casas de los colonos, es abandonada para ubicarse en el pueblo de San Pedro de Pampas y las tierras quedan como fundos de sus sucesores.
En enero de 1825 el militar y político venezolano, Simón Bolívar, da un decreto en el cual anexa al departamento de Huancavelica al de Ayacucho, resultando Tayacaja incorporada a la prefectura de Huamanga. Permanece en esta condición hasta el 21 de junio de 1825 cuando se promulga el decreto supremo de esta fecha, por el que se convoca a elección de representantes para el congreso general, que debía instalarse en 1826. Este decreto supremo es la primera referencia histórica legal que ha servido para catalogar al 21 de junio de 1825 como fecha de creación política de la provincia de Tayacaja.

### Creación de la parroquia San Pedro de Pampas

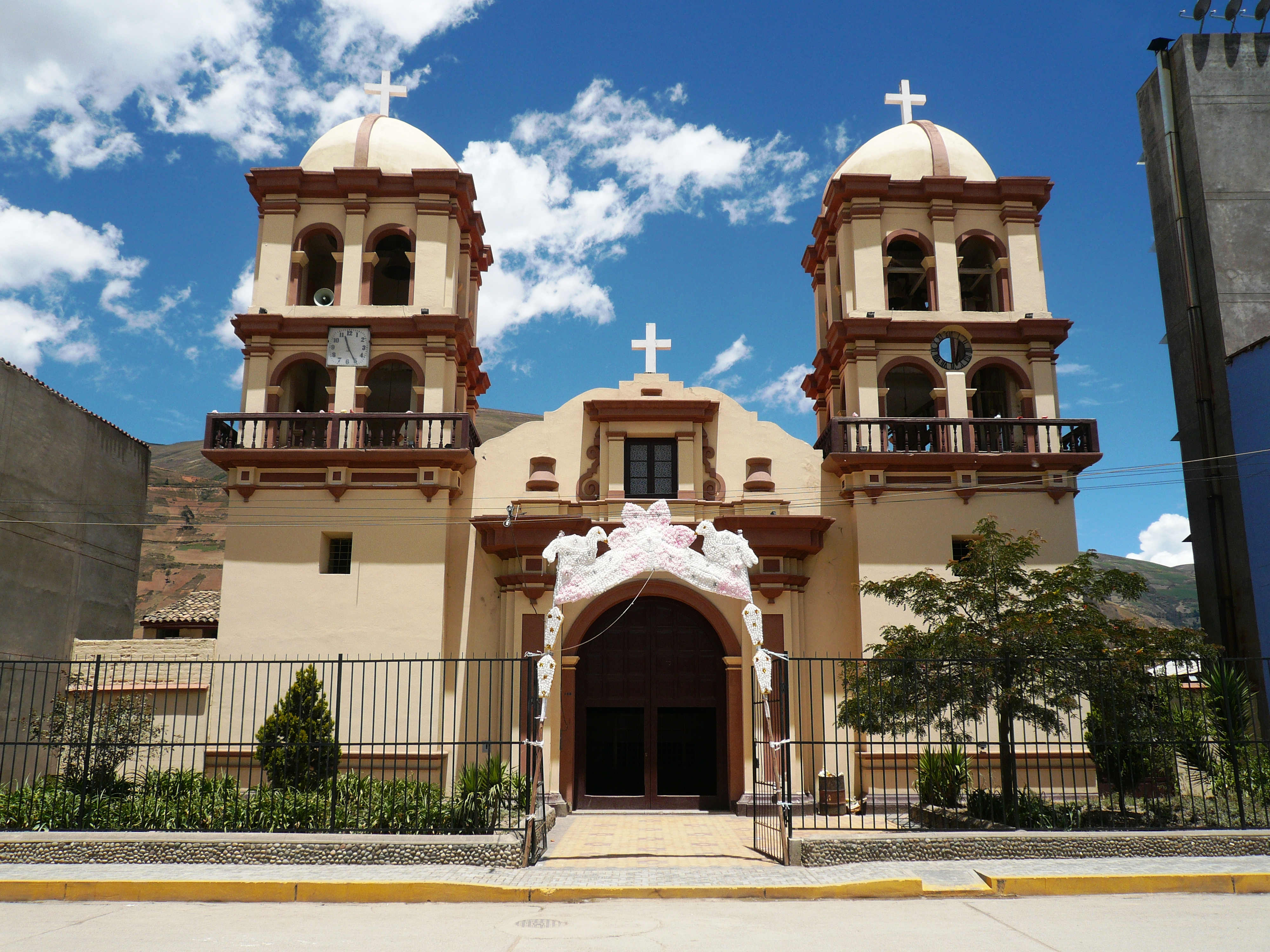
Parroquia San Pedro de Pampas.

La ciudad de Pampas carece de blasón y escudo de armas al no ser fundación española, pero hacen referencia a la creación por el símbolo de la cruz. Existen diversas leyendas populares acerca de la creación de su iglesia matriz, que se transmitieron de forma oral.
Por ejemplo, una de estas leyendas afirma que en la época de los virreyes, Pampas era una inmensa planicie de pastizales que se extendía desde el extremo occidental, lugar donde se encuentra la hacienda de San Juan de Pillo en el distrito de Acraquia; hasta la Colpa y Mino, en sentido opuesto. En la mencionada hacienda existían talleres de industrias primitivas obradas por indios y explotadas por los primeros españoles llegados por aquí. Esta leyenda hace referencia a un hecho sobrenatural: la aparición de la imagen de San Pedro a una pastorcilla que deambulaba entre unos juncos. La fe de los pobladores hizo que en este lugar se creara la principal parroquia de esta ciudad. Con el tiempo la ciudad creció alrededor de esta parroquia y desde entonces fue llamada San Pedro de Pampas, que luego se acotaría a Pampas.
También, según el libro Celebración de la Virgen Purísima Patrona de Pampas - Tayacaja del escritor pampino Carlos Zúñiga, existe otra leyenda ocurrida en la década del año de 1780. Narra sobre el sueño del religioso español Feliz La Torre con la imagen de la virgen María y su similitud con una forastera que pasó por su casa. Este acontecimiento hizo que La Torre mande a traer desde España la imagen de la virgen María y también que se realice la construcción de la iglesia de Pampas, a poca distancia de la actual iglesia matriz. Prueba de la existencia de este personaje, existe un documento del 30 de octubre de 1785 del archivo de la Nación, que da cuenta del transporte de Lima a Pampas de: 

Una docena de rosarios, 2 arrobas de sexa (licor), pañuelitos de seda, 2 piezas de bretaña legítima

 destinados para la Fiesta Patronal de la Virgen Purísima de Pampas y firmado por el enviado Rafael Bictoria. Este documento es la referencia más antigua en torno a esta festividad religiosa.
La parroquia de San Pedro de Pampas es conocida desde los inicios del siglo XVIII. Esta parroquia y toda la zona formaron parte de la diócesis de Ayacucho hasta el año 1944. En 1951, siete años más tarde que el departamento de Huancavelica fuese elevado a la categoría de diócesis, el obispo redentorista Carlos María Jurgens Byrne (1956 - 1965), segundo obispo de Huancavelica, convocó a un sínodo diocesano, celebrado del 16 de noviembre al 18 de noviembre en la iglesia catedral, donde dividió el territorio diocesano en una rectoría de cinco vicarías foráneas, quedando la vicaría foránea de Tayacaja con sede en Pampas, compuesta de siete parroquias: Santiago de Anco, Santiago Apóstol de Colcabamba, San Miguel Arcángel de Churcampa, Santa Ana de Huaribamba, San Francisco de Asís de Paucarbamba, Virgen del Rosario de Salcabamba y San Pedro de Surcubamba.

### Identificación de Pampas

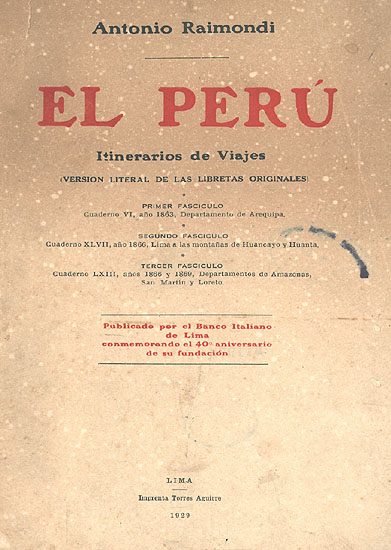
El Perú - Itinerario de viajes, 1929. En el redactó Antonio su paso por esta villa.

Pampas fue identificado como centro poblado a inicios del siglo XVIII y fue fundada el 21 de junio de 1825. Tres años después, el 11 de abril, una ley dada por el congreso peruano otorga a este poblado el título de villa, 

«Teniendo en cuenta las vejaciones que sufrió la tropa española durante la guerra de la independencia en el pueblo de Pampas, capital de la provincia de Tayacaja. Y por los servicios prestados al Ejército Libertador en su tránsito desde Junín al glorioso Campo de Ayacucho».

El 2 de enero de 1857 se crea la Municipalidad de Tayacaja, integrada por siete regidores, Ley dada por la Convención Nacional y suscrita por el presidente Provisorio de la República, el Libertador Ramón Castilla. Se conoce que uno de los primeros alcaldes provinciales de Tayacaja fue don Celestino Marchant, el año 1893. El viajero italiano Antonio Raimondi, dio testimonio de Pampas en su obra El Perú, cuando pasa por esta ciudad en enero de 1858 y luego el 3 de noviembre de 1866. Una de las novedades que registra Raimondi de esta ciudad en su libro es que 

«Las mujeres llevan un sombrero de paño azul oscuro o negro forrado en su parte inferior con paño rojo y cuando saludan en vez de decir buenas tardes o noches dicen Ave María».

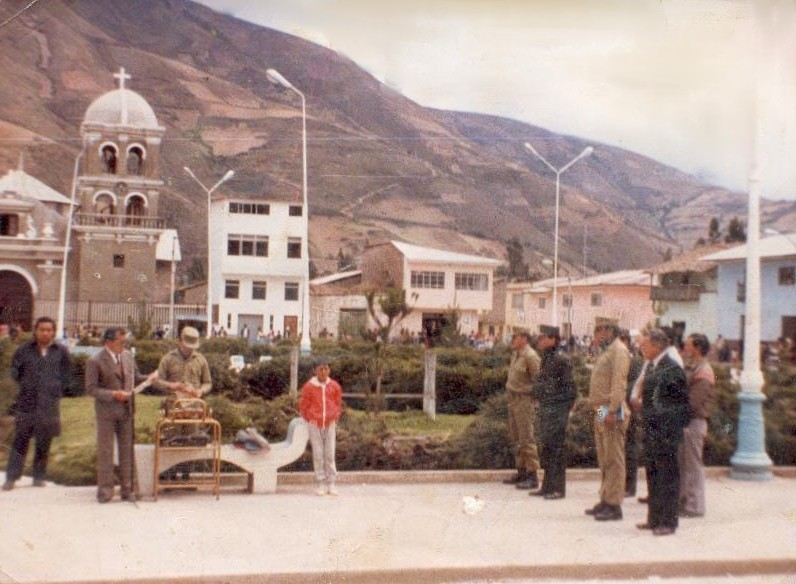
Plaza de Pampas en los años '70.

El 12 de agosto de 1904 con una ley promulgada por el gobierno de don Serapio Calderón, Pampas cambia el título de villa a la de ciudad. Desde entonces, cada 12 de agosto, se festeja este suceso.
La parroquia de San Pedro de Pampas fue conocida desde los inicios del siglo XVIII. Esta parroquia y toda la zona formaron parte de la diócesis de Ayacucho hasta el año 1944. Debido a las órdenes misioneras: franciscanas, dominicas, jesuitas, redentoristas, etc. desde su asentamiento en los departamentos de Ayacucho y Huancavelica, evangelizaron por estas tierras como queda constancia en la mayoría de los templos coloniales de la zona. Se conservan los libros sacramentales desde la fundación de la parroquia: de defunción desde el año de 1735; de matrimonios desde 1784; y libros de distintas cofradías: San Pedro, patrón del pueblo, del año 1702; corpus Christi de 1705; Nuestra Señora de la Nieves de 1729; Nuestra Señora de la Concepción de 1745 y las Benditas Animas del Purgatorio de 1812.
Entre los años de 1950 y 2000 el distrito de Pampas y por consiguiente la ciudad, tuvieron una fuerte disminución de población a causa de la creación de nuevos distritos y el terrorismo armado. El 9 de septiembre de 1954, por ley n.º 12107, se desprende el distrito de Acraquia del distrito de Pampas, quedando como capital el pueblo del mismo nombre e indicando límites no concordantes en la cartografía oficial, la misma que el 14 de diciembre del mismo año es modificado al crearse el nuevo distrito de Ahuaycha, que fue disgregado de este distrito. El 10 de enero de 1956 por ley n.º 12529, se crea el distrito de Daniel Hernández, con su nueva capital: el pueblo de Pampa Blanca, la misma que por ley n.º 16408 del 23 de enero de 1967 trasladó su capital al pueblo de Mariscal Cáceres. La disminución de pobladores también se produjo, en menor escala, por la migración de personas por consecuencia del Conflicto armado interno en el Perú (1980 - 2000).

## Demografía

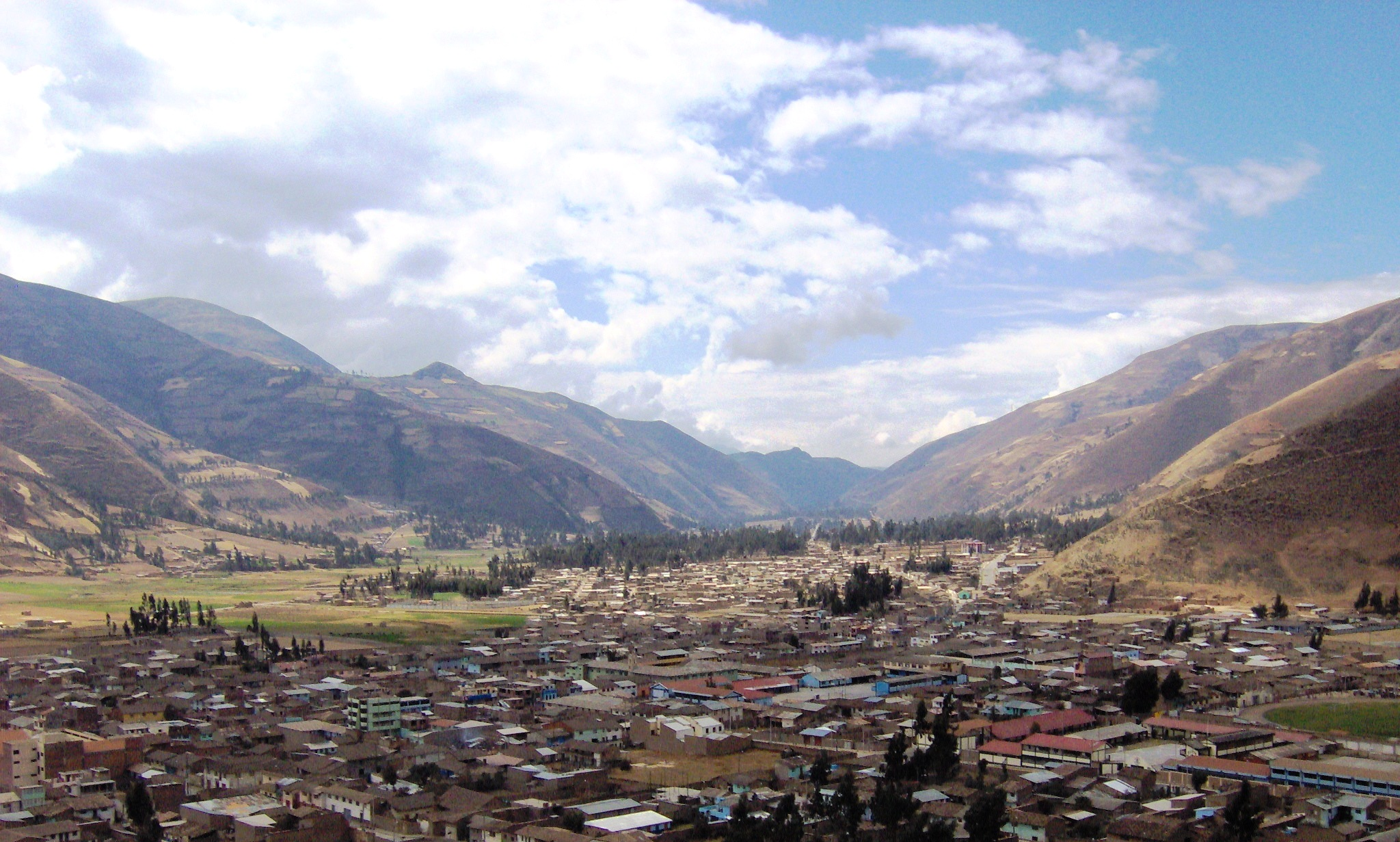
La aglomeración urbana abarca parte de los distritos de Daniel Hernández (al fondo), Pampas(abajo), Ahuaycha y Acraquia.

Pampas tiene un gran crecimiento poblacional al ser un centro administrativo y económico. Históricamente, se conoce según el censo poblacional realizado el año 1876 en el distrito de Pampas los siguientes resultados: 

Blancos 979 hombres y 983 mujeres; indios 2.376 hombres y 2.523 mujeres; negros 13 hombres y 11 mujeres; mestizos 438 hombres y 488 mujeres; extranjeros 4 (italianos).

 En junio de 1940 la provincia de Tayacaja albergaba una población de 84.059 habitantes, mientras que el distrito de Pampas llegaba a los 13.747 habitantes, y la ciudad a los 1.622 habitantes, con aproximadamente 387 familias. Para el año 1961 Tayacaja albergaba 101.825 habitantes, mientras que el distrito de Pampas se reducía a 5.682 habitantes con 1.155 viviendas y la ciudad a 2.497 habitantes con 521 viviendas. Para el año de 1972, Tayacaja, tenía una población de 115 458 hab., mientras que Pampas albergaba a 4341 hab. Según el censo nacional de 1981 el distrito de Pampas albergaba a 6284 personas, ya el año 1993 aumentaba a 9.649 personas y la ciudad a 4.904 hab. Según el último censo realizado el 2007, el número de habitantes en el distrito de Pampas es de 10.880 personas. La aglomeración urbana abarca parte de los distritos de Daniel Hernández, Pampas y Ahuaycha. La variación desproporcional en algunos años se debió no sólo a la migración y al terrorismo en años pasados, sino también a que alrededor de este distrito, sus anexos pasaban a constituirse distritos, ya que contaban con un número requerido de personas, y un presupuesto estable. Este es el caso de los distritos de Acraquia, Ahuaycha y Daniel Hernández que hasta los años de 1954 y 1956 formaban parte del distrito de Pampas.

## Organización política-administrativa

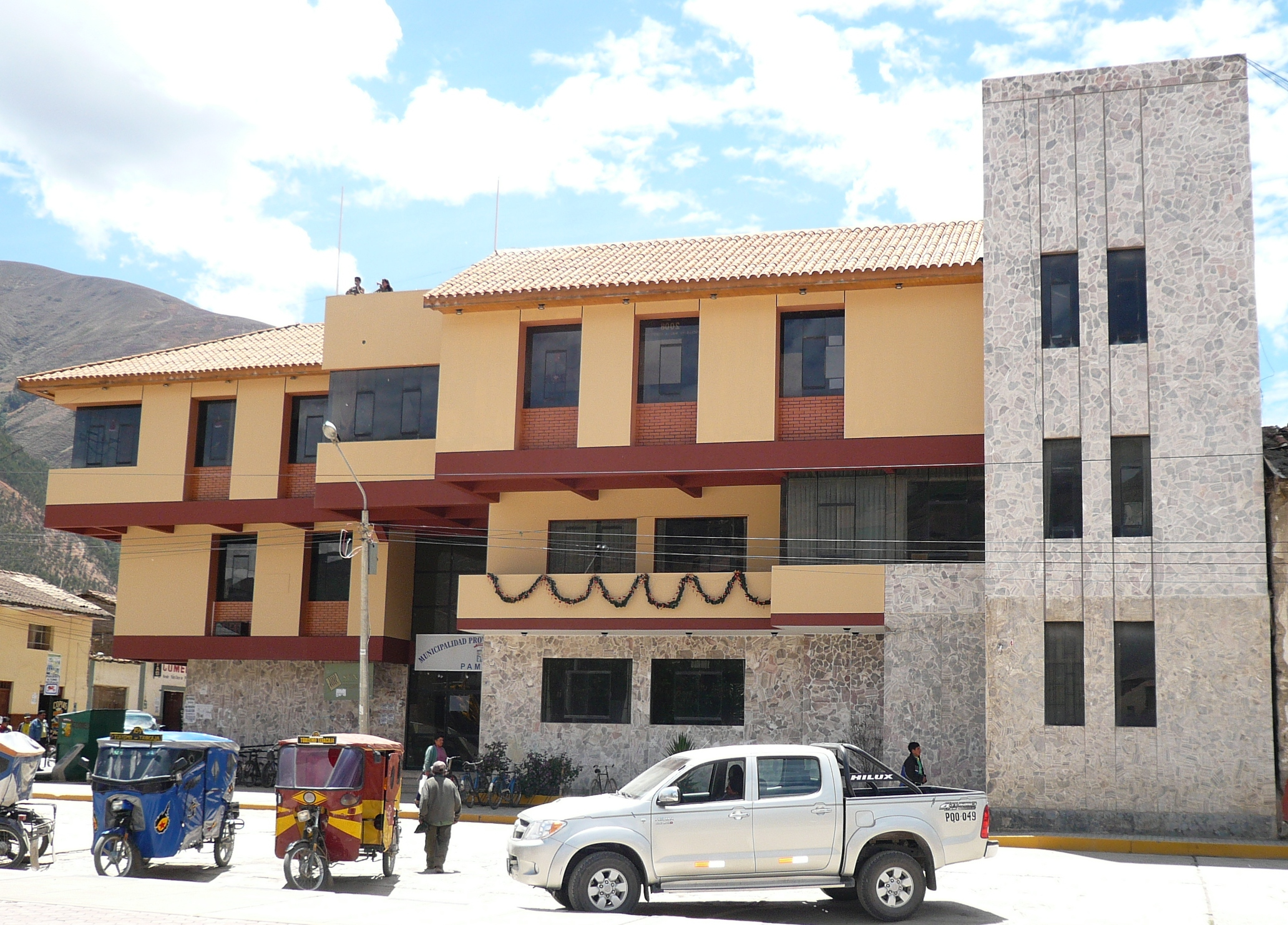
El Palacio Municipal de la provincia de Tayacaja ubicado en la plaza principal.

### Gobierno local
La ciudad como capital de la provincia de Tayacaja es gobernada por la Municipalidad Provincial de Tayacaja que tiene competencia en todo el territorio de la provincia. No existe una autoridad restringida a la ciudad, en ese sentido las municipalidades distritales de Daniel Hernández y Ahuaycha también tienen competencia en temas relativos a sus propios distritos. La Municipalidad Provincial de Tayacaja está constituida por un alcalde, un teniente alcalde y 10 regidores. Actualmente la Municipalidad es representada por el alcalde Carlos Común Gavilán y su gestión edil 2011 - 2014.
|  |

## Arquitectura

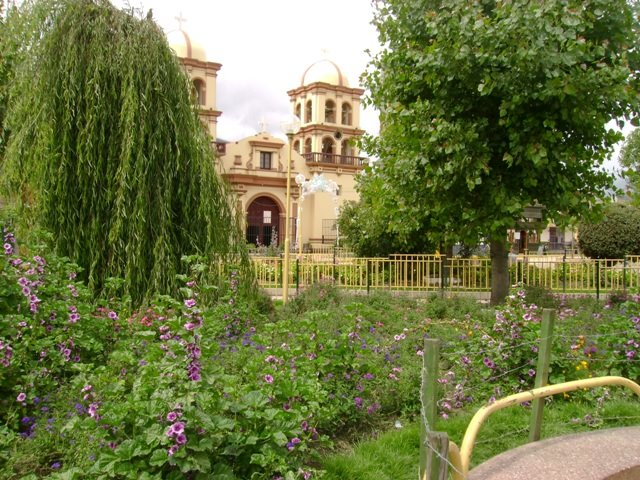
Plaza principal de Pampas, de fondo la Parroquia San Pedro de Pampas

### Parroquia San Pedro de Pampas
En pleno centro de la ciudad se encuentra la Parroquia San Pedro de Pampas. Su construcción culminó el año 1829 y su reconstrucción el año 1930 a causa de un incendio de grandes proporciones en el año 1900. La estructura de esta parroquia es muy peculiar, con una nave central y dos torres laterales, sus características arquitectónicas corresponden al estilo clásico con algunas influencias del Barroco peruano por el decorado artístico de sus frisos pronunciados en sus arcos. En esta parroquia, cada 20 de enero, se celebra la Fiesta Patronal de la Virgen Purísima de Pampas o también conocida como la «fiesta de enero».

### Parque Ecológico Infantil
El Parque ecológico infantil de Pampas está ubicado en el barrio de Chalampampa a cinco cuadras de la plaza principal, en la ruta de la carretera al distrito de Ahuaycha. Concluido el año 2001, tiene aproximadamente 1.500 m² de área, presenta un conjunto de juegos infantiles, un anfiteatro al aire libre, un castillo mirador, pozos de agua con representaciones de batracios, áreas verdes, plantaciones nativas, un puente a base de quinual, la representación del río Upamayo llegando a una gruta donde se encuentra la imagen de la Patrona de Pampas: la Virgen Purísima y dos monumentos históricos de los personajes más sobresalientes de la provincia de Tayacaja: Daniel Hernández y Santiago Antúnez de Mayolo. Los materiales de construcción utilizados y las plantaciones en las áreas verdes son procedentes de las comunidades circundantes como el ónix, lajas, estalactitas, decalcita, piedras blancas y volcánicas entre otros. En este parque se realizan diferentes escenificaciones de diferentes fechas festivas.

### Óvalo de la Cultura

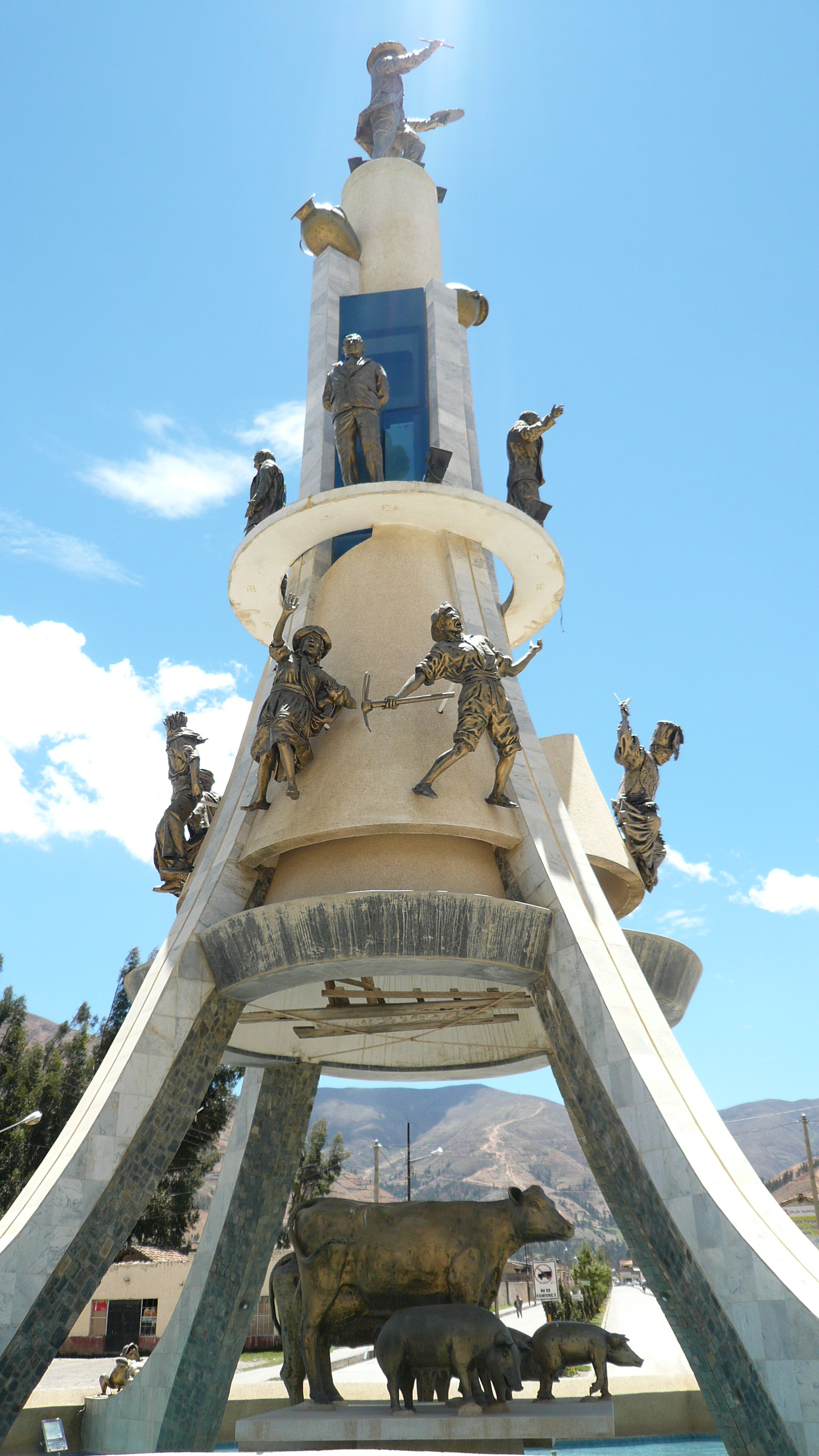
En cada nivel de la torre se representan hechos históricos, costumbres, la fauna, personajes reconocidos y la forma vivencial del poblador tayacajino.

El óvalo de la Cultura está ubicado en el barrio de Rumichaca, es una torre monumental de 15 m de altura, construida desde el año 2001 y finalizada el 2003 por la Gestión Edil 1999 - 2002 de la Municipalidad Provincial de Tayacaja, precedida por el alcalde de Tayacaja Maciste Díaz Abad. La torre consta de cuatro columnas, cuatro niveles y 21 esculturas con representaciones históricas, costumbristas, de personajes reconocidos y de la forma vivencial del poblador tayacajino. En el primer nivel de la torre se representa la ganadería con esculturas de vacunos y porcinos, también destacan cuatro sapos que expulsan chorros de agua, detalle que representa la abundancia de estos animales en el valle. En el segundo nivel representan las costumbres y el folclore de Tayacaja: el baile del carnaval del Valle de Pampas, la Fiesta de Santiago y la danza de tijeras, además de la representación de personas víctimas del terrorismo. El tercer nivel es lugar donde se representan a los personajes ilustres que contribuyeron en del desarrollo de Tayacaja: Santiago Antúnez de Mayolo (científico), Sergio Quijada Jara (folclorólogo), Serafín del Mar (escritor) y Julián Petróvich (escritor). Finalmente, en el cuarto nivel, se encuentran dos porongos y en lo más alto de la torre la figura del pintor salcabambino y exdirector de la Escuela Nacional de Bellas Artes de Lima, Daniel Hernández Morillo.

### Palacio municipal
Pampas, como capital provincial, es sede del Palacio Municipal de la Provincia de Tayacaja, edificio ubicado en la plaza principal de la ciudad. Entre sus antecedentes está la instalación de la municipalidad de Tayacaja en el actual local, realizada entre 1986 y 1989 con la directiva del alcalde Gustavo Gamarra Donayre. En 1995, el alcalde Amador Chamorro Cano y su directiva financia e inicia la construcción del nuevo palacio municipal, concluyéndose entre 1999 y 2002 a cargo del alcalde provincial Maciste Díaz Abad. Este palacio es sede de la mayoría de los organismos municipales de la provincia.

### Casa de la Cultura
La Casa de la Cultura es un área de la municipalidad que promueve el desarrollo cultural de la provincia de Tayacaja. Está ubicado en el actual Cine Teatro Municipal de Pampas.

## Economía

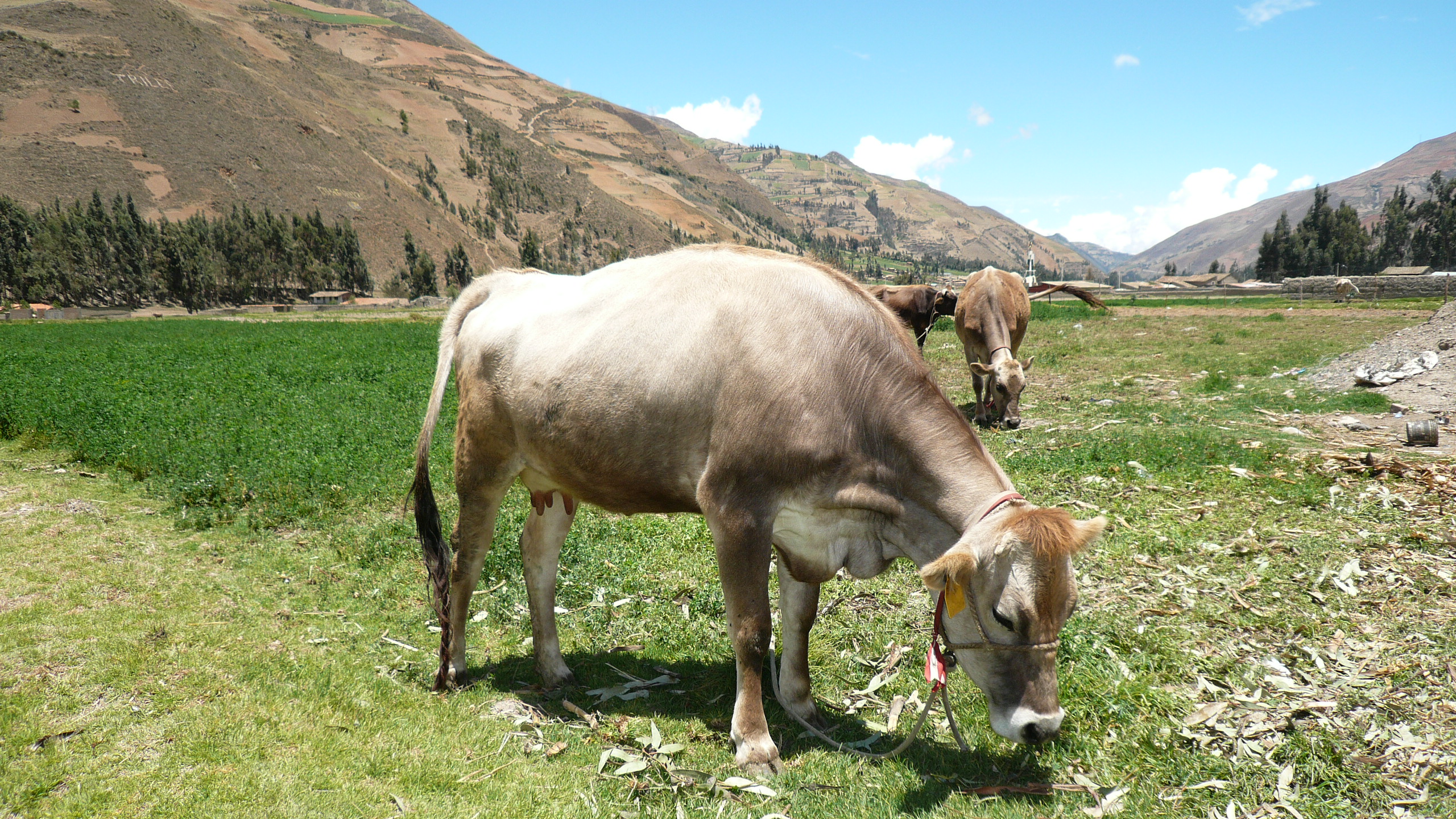
La venta de ganado vacuno y sus derivados es una de las más importantes actividades económicas.

La ciudad de Pampas sustenta su economía en la agricultura y ganadería básicamente, aunque el comercio de estos y demás productos también es un rubro importante en esta ciudad; el turismo y la minería, en menor rango, son también fuentes de ingreso económico. El distrito de Pampas, concentra al 9,8% de la PEA provincial, de los cuales el 48,6% es absorbida por las actividades agropecuarias (primaria), el 39,4% por el sector terciario (Salud, educación y otros servicios sociales) y el 6,46% por el sector secundario (actividad industrial). Además existe un porcentaje de asalariados de 18,2%.

### Comercio
Pampas es el centro de comercio de la provincia de Tayacaja, ya que habitantes de diferentes distritos llegan a esta ciudad para vender variedad de productos. La comercialización se realiza a través de los mercados, ferias semanales y en forma ambulatoria o itinerante. La ciudad posee una entidad financiera que es la sucursal del Banco de la Nación, además de una cooperativa que da préstamos a menor escala.

#### Agricultura y ganadería
En la ganadería, en la provincia de Tayacaja, existen 109.975 ovinos con, 44.876 vacunos, 33.893 porcinos y 29.149 pollos de engorde. En agricultura, los cultivos que más se practican en la provincia de Tayacaja son transitorios como: la papa 40,6% y el maíz amiláceo 28,1% son los que más sobresalen y se venden en las ciudades de Huancayo y Lima. Los productos, según su rubro, más importantes que se comercializan son:
| TABLA DE PRODUCTOS AGRÍCOLAS, AGROINDUSTRIALES Y GANADERAS DE PAMPAS    | TABLA DE PRODUCTOS AGRÍCOLAS, AGROINDUSTRIALES Y GANADERAS DE PAMPAS | TABLA DE PRODUCTOS AGRÍCOLAS, AGROINDUSTRIALES Y GANADERAS DE PAMPAS | TABLA DE PRODUCTOS AGRÍCOLAS, AGROINDUSTRIALES Y GANADERAS DE PAMPAS | TABLA DE PRODUCTOS AGRÍCOLAS, AGROINDUSTRIALES Y GANADERAS DE PAMPAS |
| Agricultura                                                             | Agricultura                                                          | Agroindustria                                                        | Ganadera                                                             | Ganadera                                                             |
| ----------------------------------------------------------------------- | -------------------------------------------------------------------- | -------------------------------------------------------------------- | -------------------------------------------------------------------- | -------------------------------------------------------------------- |
| Papa                                                                    | Alfalfa                                                              | queso                                                                | aves                                                                 | vacuno                                                               |
| olluco                                                                  | Arveja verde y seca                                                  | manjar blanco                                                        | ovino                                                                | porcino                                                              |
| Cebada                                                                  | Habas verde y seca                                                   | yogur                                                                | caprino                                                              | alpaca                                                               |
| Maíz (Choclo) y amiláceo                                                | Trigo                                                                | mantequilla                                                          | llama                                                                | cuy                                                                  |
| Tuna                                                                    | Mashua                                                               |                                                                      | equino                                                               |                                                                      |
| Fuente: Plan vial de la provincia de Tayacaja * *datos para el año 2002 |                                                                      |                                                                      |                                                                      |                                                                      |

#### Feria dominical
Para el 2001, Pampas albergaba 1 mercado, 3 ferias, 55 tiendas y 20 puestos ambulatorios. La feria dominical de Pampas es una de las actividades principales programadas que se realiza todo los domingos entre las avenidas principales Centenario y Jorge Chávez y es la que recibe más conglomeración urbana cada domingo, en esta feria participan los distritos de Ahuaycha, Acraquia, Daniel Hernández, Pampas, también los anexos de Pampas y el poblado de Mariscal Cáceres para la exportación de productos a lugares como Huancayo, Lima, Huanta y en menor cantidad a la selva central. En esta feria se exponen y venden productos procedentes de la zona, además artículos de abarrotes, calzados y ropas procedentes de Huancayo y Lima. Paralelo al río Viñas existe gran concentración de venta de ganado vacuno, ovino, porcino y caballar, también tejidos de lana de ovino o fibra de alpaca. Aproximadamente el 10% del tejido es lo que se expone y vende en esta feria, ya que el resto es para el autoconsumo. Algunas personas que arriban de las comunidades aún practican el trueque o intercambio de productos con víveres o vestidos, lo cual es una costumbre ancestral que supervive en el mundo andino.

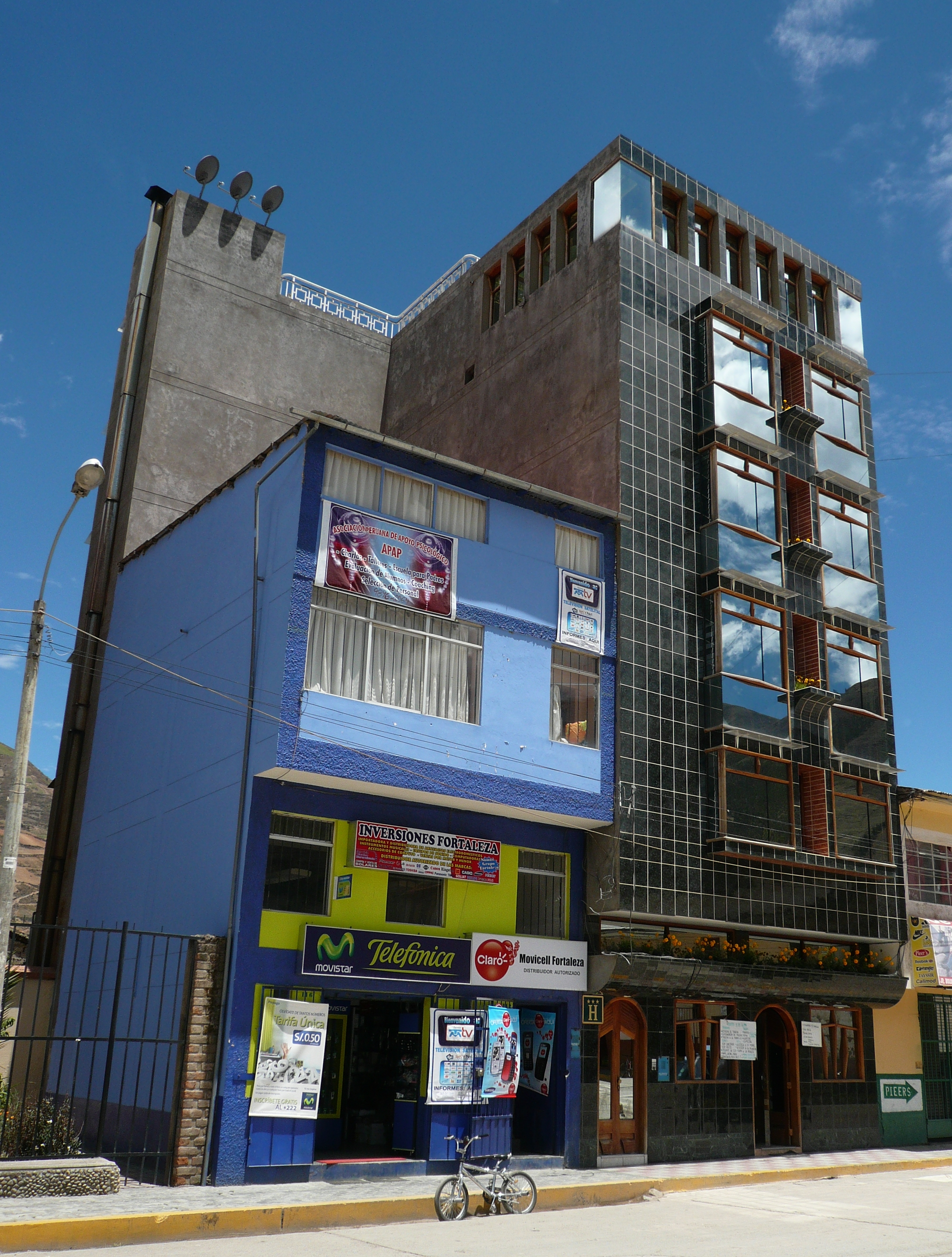
Edificio hotelero en pleno parque principal.

#### Turismo
La llegada de turistas también es una fuente de ingreso económico, ya que existen hoteles, restaurantes, grifos y transporte público especialmente para estos. La masiva concurrencia turística se da en fiestas patrias o en fiestas costumbristas de la ciudad, como la «Fiesta Patronal Virgen Purísima». Esta fiesta tiene dos fechas de celebración: el 8 de diciembre, de cada año, lo realizan los “indios” con una devoción y colorido popular y el 20 de enero, de cada año, lo realizan los mistis con participación de todos los pampinos. Empieza con las novenas desde el 11 de enero a cargo de un mayordomo. El día 21 y 22 culmina la fiesta con una gran corrida de toros.

### Minería
Pampas posee varias zonas mineras como: Yanahuilca (600 ha) con su titular la Minera Peñoles del Perú y las mineras Huancavelica 107 (1000 ha), Huancavelica 108 (1000 ha), Huancavelica 109 (500 ha) y Betania I (900 ha) con su titular Cominco Perú SRL. De la distribución provincial del total de la PEA, de 6 años a más (32.265 hab.), sólo el 2,7% se dedica a las actividades mineras, es decir que de los 23.156 hab, que representan el 71,8% de la PEA en el sector extracción, solo el 2,7 % se dedica a la actividad minera, lo que quiere decir que el 69,1 % de la PEA en el sector extracción se dedican a las actividades agrícolas y pecuarias principalmente.

## Cultura

### Folclore y tradiciones

#### Fiesta Patronal de la Virgen Purísima de Pampas
La Fiesta Patronal de la Virgen Purísima de Pampas es una conmemoración religiosa realizada desde 1825 cada 20 de enero en honor a la Virgen Purísima de la ciudad de Pampas. El homenaje consta de dos ocasiones. La primera, es el 8 de diciembre y es realizada por los campesinos que antes se les conocía como los «indios». Esta fiesta tradicional se inicia en Chalanpampa con la salida de jinetes ataviados con máscaras, pellejos, armaduras, garrotes montados en caballo; recorren la ciudad con la frase de «sagra capitán». La segunda celebración, se realiza el 20 de enero de cada año, pero ahora lo realizan los «mistis» con participación de toda la ciudad de Pampas. La actividad empieza con el Yaycupacuy, luego empiezan las novenas desde el 10 de enero hasta el 18 del mismo mes. El día central, 20 de enero, se realiza la misa central en la catedral San Pedro de Pampas y luego se realiza una procesión por las principales calles de la ciudad. Toda estas actividades están a cargo de un mayordomo, quien es elegido el día 24 de enero. Los días 21, 22, 23 y 24 del mismo mes culmina la fiesta con una gran corrida de toros. Se sabe que este homenaje se realiza desde 1825, con la llegada del general realista José Carratalá y que uno de los primeros mayordomos fue Don Casimiro Pacheco. Esta fiesta también se realiza en diferentes lugares del Perú, tales como en Lima y Huancayo.

#### Fiesta de Llantacuy

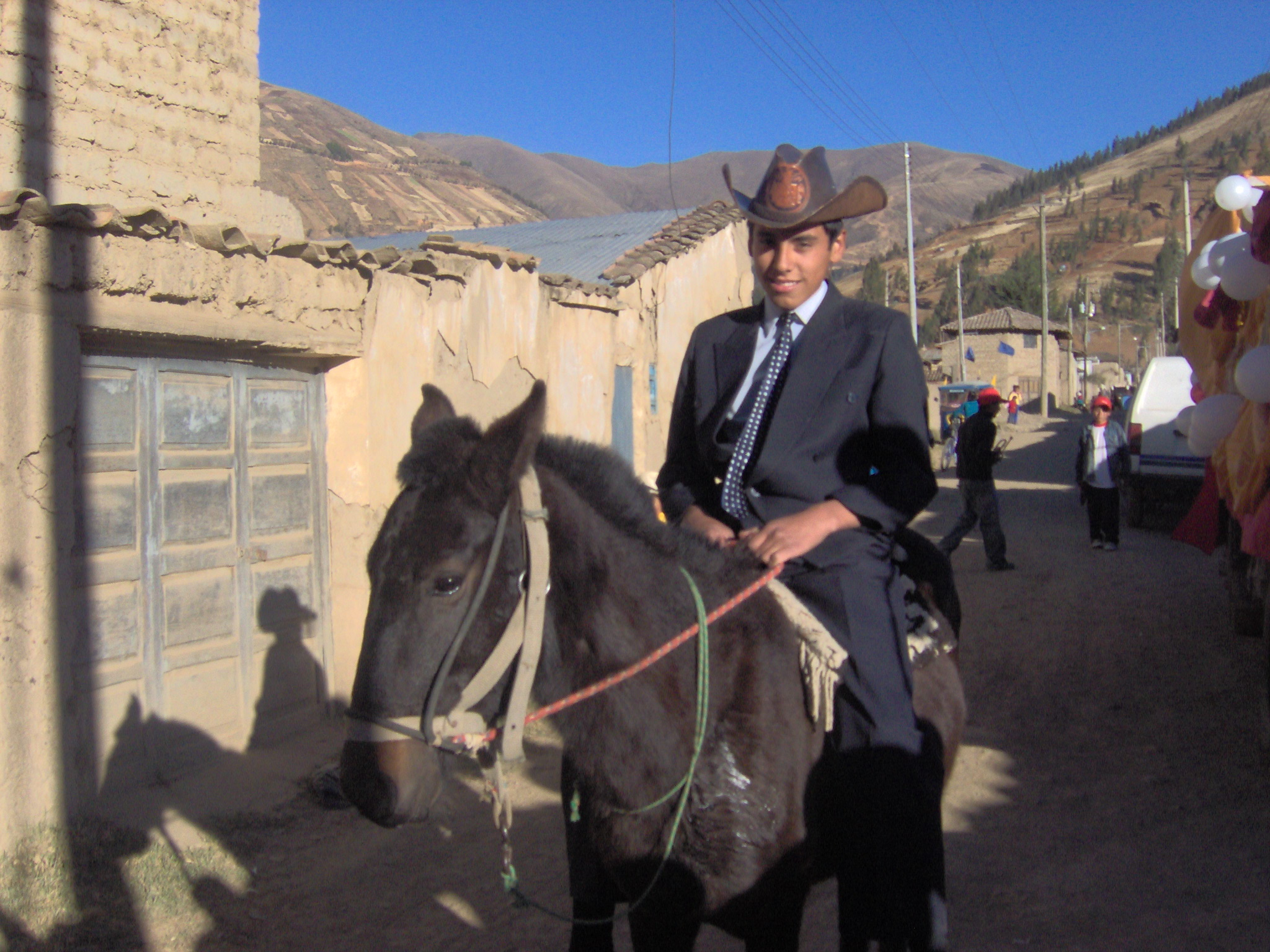
Joven lugareño en un corso estudiantil, representando a un capataz de la Hacienda de Pillo.

Es una costumbre que se asemeja a la pedida de mano de la novia. Esta costumbre consiste en tumbado de uno o varios árboles, plantados principalmente en la plaza, luego el trozado y rajado de estos. Generalmente los mayordomos de estas fiestas costumbristas, acompañan con la tinya y el pincullo.

#### Corsos estudiantiles
Cada año, se realizan corsos estudiantiles, en celebración al aniversario de las instituciones educativas. Estos eventos lo realizan cada institución el día del aniversario. Consiste en un desfile o pasacalle, por las principales calles de la ciudad. En estos desfiles se representan algunas costumbres folclóricas del Perú, principalmente de la zona.
También se celebran diversas actividades festivas, de las que se destacan las siguientes:
| Calendario festivo                              | Calendario festivo | Calendario festivo   | Calendario festivo                      | Calendario festivo       | Calendario festivo        |
| Enero                                           | Febrero            | Junio                | Junio                                   | Julio                    | Diciembre                 |
| ----------------------------------------------- | ------------------ | -------------------- | --------------------------------------- | ------------------------ | ------------------------- |
| 20                                              | 12                 | 15                   | 21                                      | 20                       | 08                        |
| Fiesta Patronal de la Virgen Purísima de Pampas | Carnavales         | Santa Cruz en Pampas | Aniversario de la provincia de Tayacaja | Feria Regional de Pampas | Virgen Purísima de Pampas |

### Gastronomía

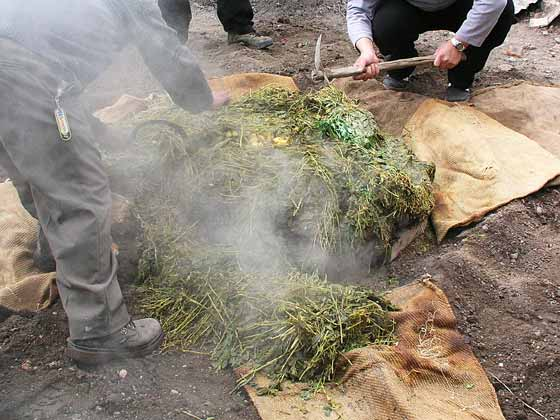
Pachamanca, de las palabras en quechua: Pacha, tierra; Manka, olla.

En cuanto a gastronomía en la ciudad se elaboran diversas comidas tradicionales como el Cuchi Canca, la Patasca y la Pachamanca. El Cuchi Canca es uno de los platos más representativos de esta ciudad. Este plato consiste en el cerdo asado acompañado de papas sancochadas y un encurtido. La Pachamanca, también plato representativo de esta ciudad se basa en la cocción, al calor en piedras precalentadas, de carnes de cordero, cerdo, pollo y cuy previamente llevados a maceración con especias. En esta cocción se incluyen productos originales andinos adicionales, como papas, camote y a veces yuca. La Patasca, conocido en esta ciudad como Mondongo, también es uno de los platos representativo de esta ciudad.
A continuación diversos platos y bebidas que también son tradicionales:
- Chicharrón con papas y mote,
- Chicharrón Colorado,
- Picante de cuy,
- Cuy chactado,
- Chicha de Jora,
- Ponche y calentitos,
- Huarapo, bebida.
- Caña de Azúcar (licor).

Varios de estos platos se elaboran en diferentes ciudades del Perú, pero la gastronomía pampina se diferencia por utilizar productos originales de la zona.

### Dialecto
En Pampas existen dos porcentajes mayoritarios de personas que tienen como lengua materna el español y el quechua sureño. Según el último censo peruano, realizado en 2007, 4.679 personas tenían el quechua como lengua materna y 5.475, el español. Tan sólo 32 personas tenían otra lengua o eran sordomudas. El dialecto quechua al que pertenece es al Ayacuchano o Ayacucho-Chanca (Chanka Runasimi) y el dialecto español, el andino.

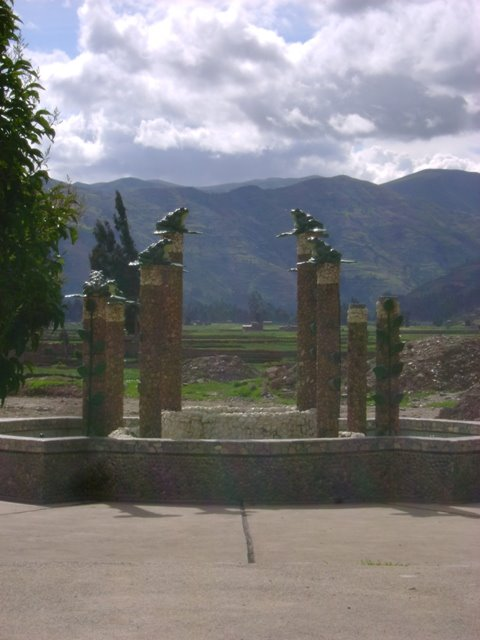
Ciudad considerada zona ecológica del sapo. Representación de estos batracios en el Parque Ecológico Infantil de la ciudad.

### Zona ecológica del sapo
Ciudad considerada zona ecológica del sapo. Históricamente se conoce que en este lugar se hacían ofrendas a este batracio, ya que tenían la misión de cuidar el fruto que da la Pachamama (Madre Tierra) para el bienestar de los runas andinos y para el proceso de la crianza de la vida. Por esta razón, el sapo es objeto de ofrendas, rituales y representaciones en monumentos, como las halladas en el «Parque Ecológico Infantil de Chalampampa».
Actualmente los sapos están desapareciendo. La razón según la especialista de Tayacaja, es que se está usando o se ha abusado de mucho componente agroquímico, que afecta al organismo de los sapos (Pampas, provincia de Tayacaja - Huancavelica 12 de junio de 2006).

### Danza
Las danzas más populares en esta ciudad son:
- Danza de las tijeras, en el que dos bailarines (danzak), acompañados por sus respectivas orquestas de violín y arpa, danzan por turnos retándose el uno al otro a realizar los pasos que realizan.

- Carnaval, festejado el 12 de febrero de cada año.

- Huailars antiguo y Huailars moderno.

- Arveja Saruy, (Danza autóctona de Tayacaja, el escritor, etnólogo y antropólogo José María Arguedas cita en una de sus obras, también en sus memorias.

### Deportes
La actividad deportiva está regulada por la Gerencia de Desarrollo Social y Servicios Públicos de la municipalidad de Tayacaja. En infraestructura es sede del estadio municipal de Pampas y del complejo deportivo Mosquetapampa.

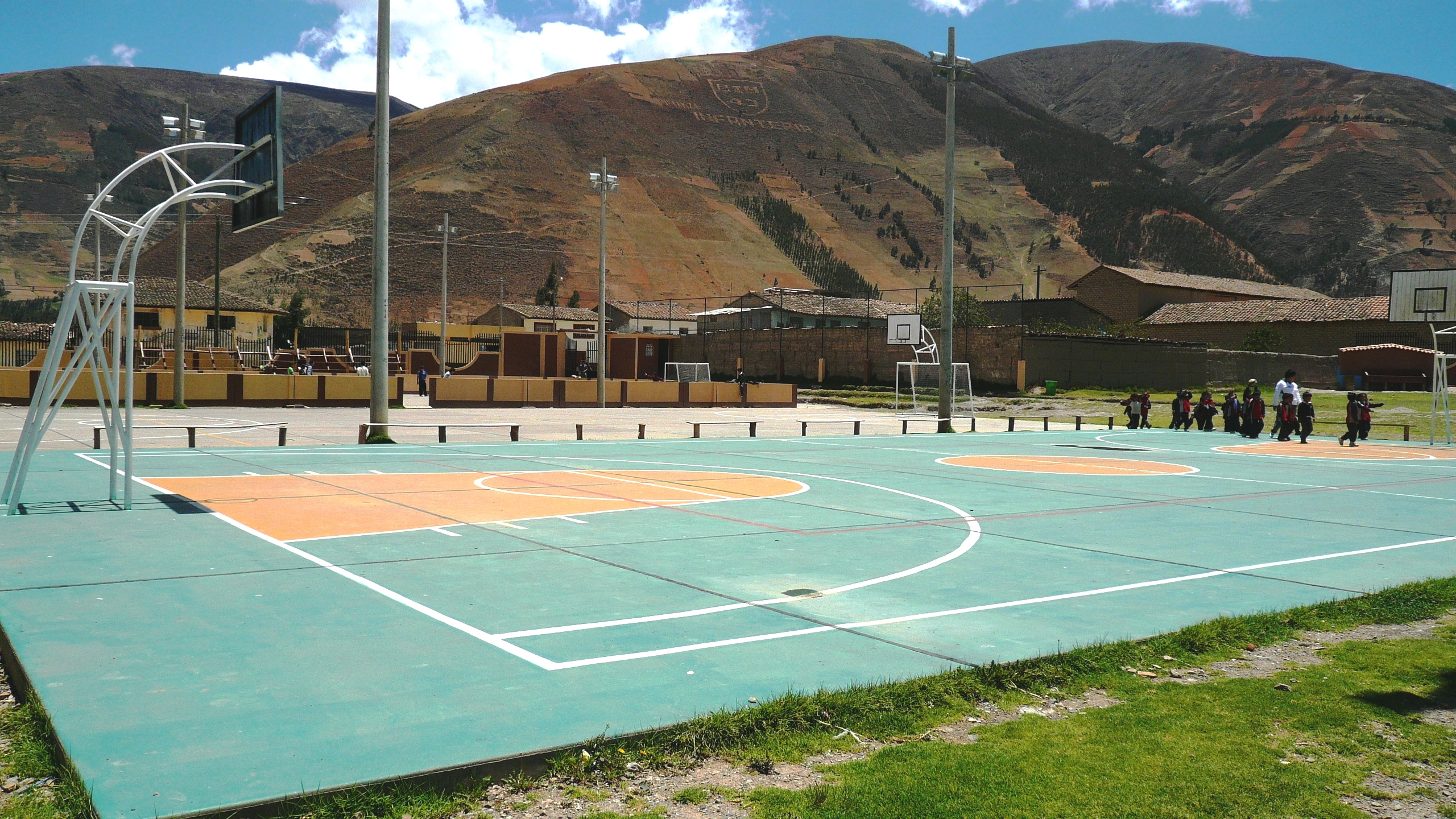
Complejo deportivo Mosquetapampa.

Cada septiembre tiene lugar uno de los eventos más importantes de atletismo, denominado Carrera Pedestre Pampas Tayacaja. Este evento se realiza desde el 2006, y en él participan un promedio de 1.000 deportistas. Recorre las principales calles de distrito capital y de Daniel Hernández, acumulando una distancia de 10 km. La carrera es patrocinado por la empresa Backus, resultando en la actualidad una de los principales eventos del calendario atlético de la Asociación de Fondistas del Perú.
Entre los destacados deportistas, Pampas tiene a Constantino León, conocido como El León pampino, maratonista nacido el 12 de abril de 1974 en esta ciudad. Estuvo en la 8º Maratón de la Música, en Estados Unidos (2006), quedando en décimo lugar; luego fue Campeón en la XIII Maratón de los Andes, en Huancayo (2007); participó también en el Campeonato Mundial de Maratón quedando en 5.º lugar por equipos; Medalla de oro en el Campeonato Nacional de Cross Country (2008) y en el 2008 en la competencia: Maratón de Ottawa, consiguió la marca de 2 horas, 17 minutos y 41 segundos, lo necesario para que obtuviese un cupo en los Juegos Olímpicos de Pekín 2008 y represente a Perú en el área de atletismo, ese año Constantino quedó en el puesto 61 en la Olimpiada. En diciembre del mismo año, El León pampino compitió en la maratón de desafío por equipos The Greatest Race on Earth, realizada en 4 ciudades asiáticas y africanas. En la competición Constantino fue elegido para participar en la ciudad de Singapur, en el evento Standard Chartered Singapore Marathon, logrando un tiempo de 2h 32m y 13s en 42 195 km, logrando así el 5° puesto de la clasificación individual y el 6° puesto de la clasificación general (clasificación por equipos).

## Bienestar social

### Educación

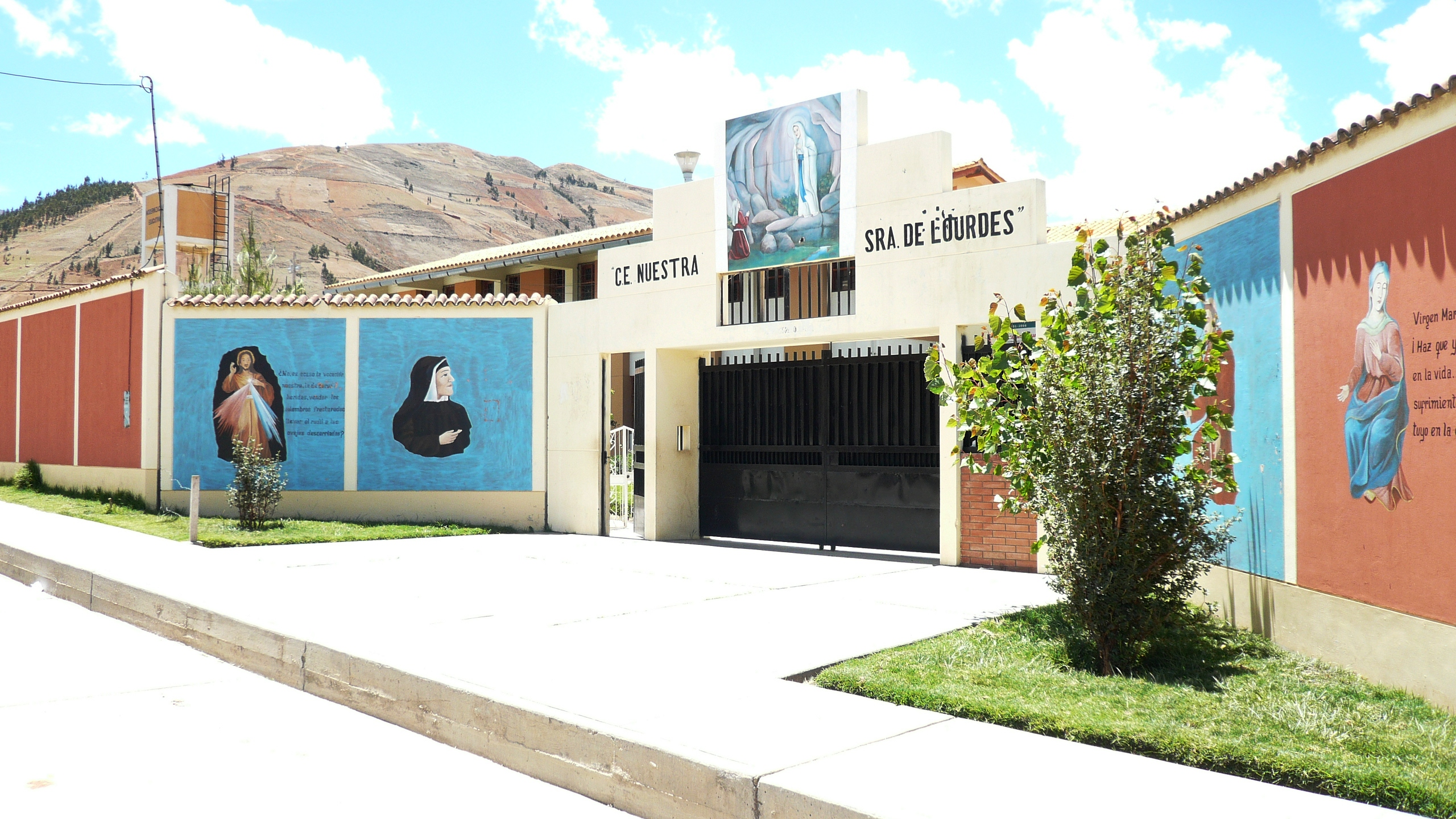
Frontis del Centro Educativo Nuestra Señora de Lourdes.

Pampas cuenta con 14 centros educativos privados y 37 públicos, de los cuales, 11 son de educación inicial-cuna-jardín, 23 de educación primaria, 10 de educación secundaria, 1 de educación especial, 1 de educación secundaria para adultos y demás centros educativos superiores. Para el 2002, Pampas, como distrito de la provincia de Tayacaja, tiene la mayor cobertura en educación inicial (52,4%) y secundaria (94,9%).

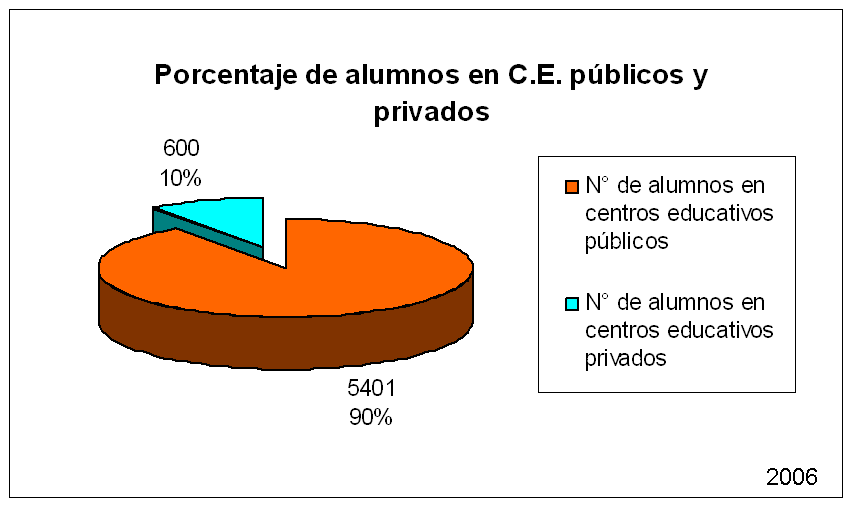
Gráfico porcentual de alumnos en C. E. públicos y privados.

Para el año 2006, el número de alumnos en instituciones privadas era 600 aproximadamente, mientras que en los colegios públicos los alumnos pasaban el número de 5.400, que representaría el 90% del total de alumnos que estudian en esta ciudad.
Pampas es sede de la Facultad de Ingeniería Electrónica - Sistemas, con sus dos Escuelas Académicas Profesionales de Electrónica y Sistemas de la Universidad Nacional de Huancavelica.

### Salud
En cuanto a la distribución espacial de los establecimientos de salud en Tayacaja, Pampas alberga el 11% de los establecimientos, posicionándose en el segundo lugar distrital. En infraestructura de Servicio Médico tiene 2 hospitales: Hospital de MINSA - Huancavelica y el Hospital de Es Salud, que se encuentran en el Jr. Bolívar Cuadra 5 y Jr. Lima Cuadra 6 respectivamente. Con respecto a la disponibilidad de profesionales de la salud Pampas alberga al 21% del total provincial.
El 19 de abril del 2008 el titular de Salud, Hernán Garrido Lecca, arribó a esta ciudad acompañado del congresista por Huancavelica Miro Ruiz; el presidente Regional de Huancavelica Federico Salas Guevara y otros funcionarios regionales, esto en cumplimiento a su agenda de visitas a las capitales de provincias de la región Huancavelica. El primer ministro en su visita colocó la primera piedra de la obra «Mejoramiento y Conversión de la Capacidad Resolutiva del Centro de Salud de Pampas en Hospital Red de Salud Tayacaja», pero frente a los inconvenientes surgidos con la empresa constructora que ganó la buena pro para levantar el Hospital de Pampas, el presidente regional, optó por la alternativa de ejecutar el proyecto por administración directa.
A causa de la lentitud de este mejoramiento, el 12 de agosto del mismo año, Tayacaja realizó un paro provincial, reclamando sobre 

Cuándo se iniciará la construcción del hospital, porque hasta la fecha el centro de salud atiende en el local de la ex institución educativa Nuestra Señora de Lourdes, que no cuenta con ambientes adecuados, servicios básicos y tiene tres meses de deuda de alquiler del local que ocupan.
Ovidio Sánchez Guerreros, Pampas

 Ante esta pregunta el presidente regional, Federico Salas, se comprometió a iniciar la ejecución de obras.

### Servicios públicos
Pampas es una de las ciudades con mayor atención a los servicios básicos de agua potable, desagüe y electricidad junto a los distritos de Daniel Hernández y Colcabamba en la provincia de Tayacaja. La electricidad es suministrada actualmente (2008) por la empresa Electrocentro del grupo Distriluz y el agua potable es suministrado por la Municipalidad Provincial de Tayacaja.

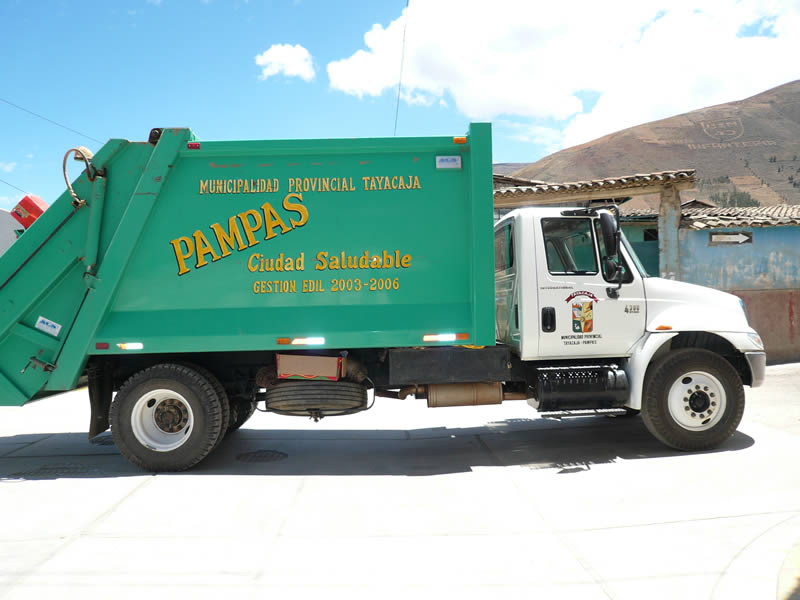
Camión recogedor de basura con dirección a la Planta de Tratamiento de Residuos Sólidos y Líquidos.

También al igual que la provincia de Concepción, Pampas, tiene instalada una Planta de Tratamiento de Residuos Sólidos y Líquidos, en un área de 0.8 hectáreas, que comprende de 4 zonas diferenciadas:
- La zona administrativa donde se lleva el control riguroso del proceso de transformación de los residuos sólidos.

- La zona de selección y reciclaje, donde se separa los residuos sólidos orgánicos de los inorgánicos, como también la segregación de vidrios, latas, PVC, y plásticos dobles.

- La zona de procesamiento de residuos orgánicos, donde se subdivide en dos áreas, la de pre-procesamiento (trituración de los RRSS) y procesamiento donde se prepara el abono orgánico, asimismo en la zona de relleno sanitario se dispone los residuos sólidos inorgánicos, con un tratamiento adecuado a los lixiviados y gases que se genera.

- La zona de producción agroecológica, donde se pondrá en manifiesto la calidad de abono orgánico que se está produciendo y los diversos usos que se le pueden dar.

### Entidades públicas
La capital provincial es sede de la subregión Tayacaja - Churcampa, UGEL Pampas, Dirección subregional de Salud, la Dirección subregional de Agricultura y de la CTAR.

## Transporte y comunicaciones

### Vías de acceso
El acceso de las ciudades de Huancayo, Lima y Huancavelica a la ciudad de Pampas, es a través de vía terrestre. Para trasladarse a la ciudad de Huancayo o Lima existen varias empresas de transporte que salen cada 2 horas aproximadamente. También se cuenta con el servicio de automóviles con una salida cada 1 hora.
Vías de Acceso
| Tramo                              | Tipo de vía                    | Medio de acceso | Distancia | Tiempo aproximado de viaje |
| ---------------------------------- | ------------------------------ | --------------- | --------- | -------------------------- |
| Huancayo - Imperial (Ñahuimpuquio) | Carretera asfaltada            | Autos, Ómnibus  | 21,5 km   | 30min - 45min              |
| Imperial (Ñahuimpuquio) - Pampas   | Carretera afirmada             | Autos, Ómnibus  | 43,5 km   | 1h - 1h 30min              |
| Lima - Huancayo - Pampas           | Carretera asfaltada y afirmada | Ómnibus         | 310 km    | 8h 30 min                  |
| Huancavelica - Imperial - Pampas   | Carretera asfaltada y afirmada | Ómnibus         | 125 km    | 5h 30min                   |

### Tramo Imperial - Pampas
El tramo Imperial - Pampas es una vía de acceso terrestre a esta localidad que empieza desde el distrito de Ñahuimpuquio hasta el distrito de Pampas. Fue construido el año 1925 y un 5 de junio, del mismo año, llega el primer carro a la ciudad. Esta carretera aún no está asfaltada, debido a problemas que atrasan el proyecto. Se conoce que el 5 de enero de 2008 el presidente de la nación, el doctor Alan García, visitó Huancavelica para inaugurar obras en esta región, luego agregó en su discurso: 

En Huancavelica seguimos avanzando los trabajos de mejoramiento en las carreteras Imperial-Pampas-Tayacaja, así como la vía Izcuchaca-Quichuas-Huanta, la cual también será pavimentada.
Alan Gabriel Ludwig García Pérez, Huancavelica, 5 de enero del 2008

 Pero ante la lentitud de este mejoramiento, el 12 de agosto del mismo año, Tayacaja realizó un paro provincial, reclamando sobre el incumplimiento de esta obra y demás obras como el "Mejoramiento y Conversión de la Capacidad Resolutiva del Centro de Salud de Pampas en Hospital Red de Salud Tayacaja".

### Servicios de comunicación
Los medios de comunicación más importantes de esta ciudad son el de radio (10), televisión (02) y teléfono, aunque también es significativo la presencia de número de abonados en la ciudad, así como la existencia de emisoras radiales entre ellas la emisora municipal.